# Clima de Cataluña

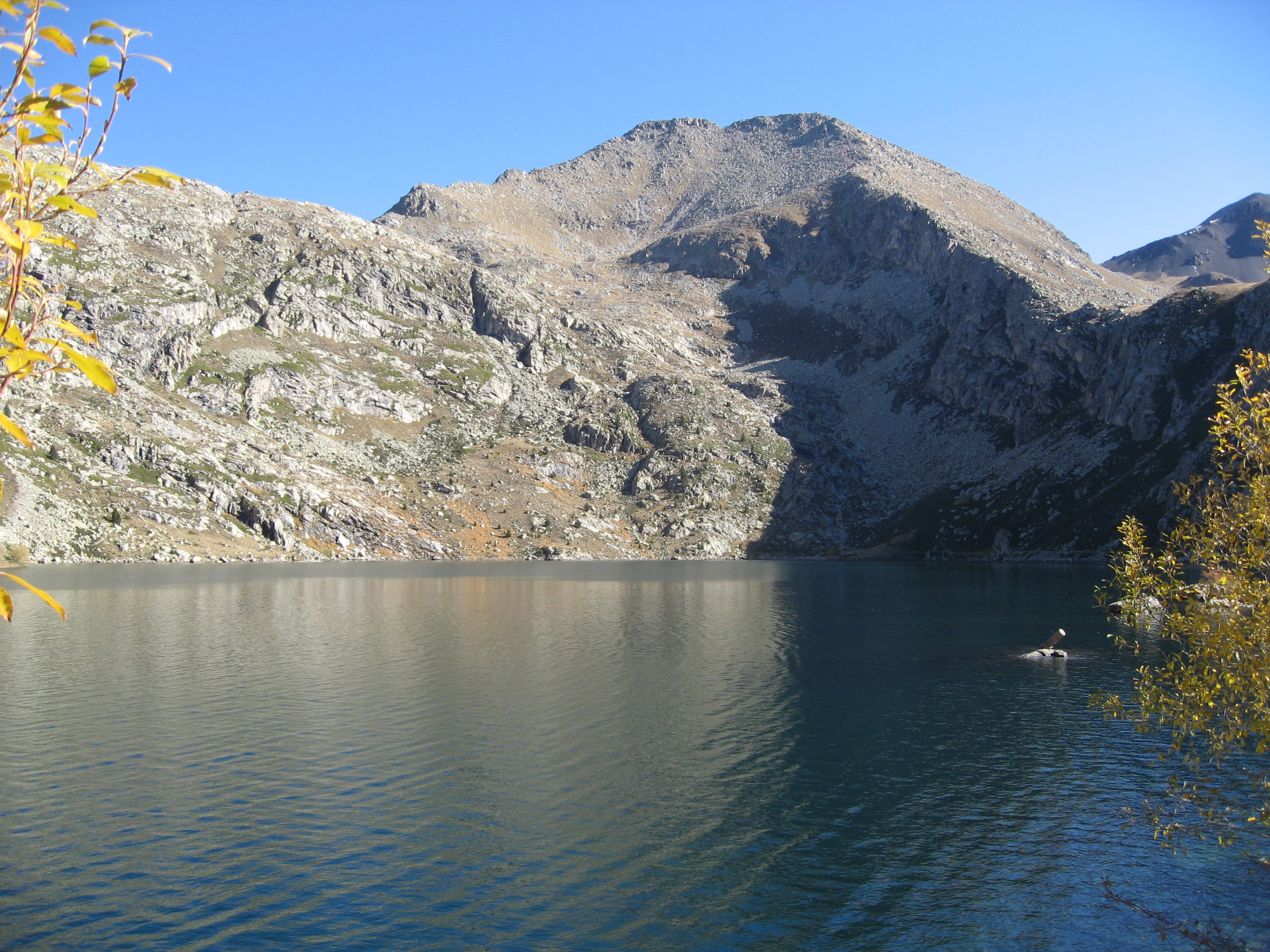
Lago Gento en el Pirineo, donde en 1956 hubo la temperatura más baja registrada hasta ahora en la península ibérica.

El clima de Cataluña es en general mediterráneo, aunque con grandes variaciones de temperatura entre el litoral costero, con un clima suave, templado en invierno y muy caluroso en verano; el interior que tiene un clima continental mediterráneo, con inviernos fríos y veranos muy calurosos; y las zonas montañosas próximas a los Pirineos, que tienen un clima de alta montaña, con mínimas bajo cero y nieve abundante en invierno, precipitaciones anuales por encima de 1000 mm (milímetros) y veranos menos calurosos. Costa del sol disfruta de un clima mediterráneo templado propio de su latitud en el hemisferio septentrional. Aun así, por su variada topografía, hay una gran diversidad de climas. Las temperaturas medianas anuales oscilan desde los 0 °C (grados Celsius) en los Pirineos, hasta los 17 °C en la costa del sur; las temperaturas máximas pueden llegar a los 43 °C (en las Garrigas), y las mínimas a los −30 °C (en los Pirineos). 
En cuanto a la pluviosidad, Cataluña puede dividirse en dos regiones:
- La Cataluña húmeda, integrada por los Pirineos, los Prepirineos, el Subpirineo y algunos islotes montañosos de la cordillera Prelitoral, donde la pluviosidad es superior a los 700 mm anuales; y
- La Cataluña seca; el resto del territorio, donde la pluviosidad es inferior a los 700 mm anuales.

La pluviosidad tiene una tendencia equinoccial. En el mediterráneo, los veranos son secos y hay lluvias primaverales. En los Pirineos, las precipitaciones son abundantes durante mayo y junio, y los veranos, en general, son húmedos. 
Al considerar tanto las temperaturas como la pluviosidad, Cataluña se divide en tres grandes dominios climáticos:
- Uno de clima alpino (en los altos Pirineos);
- Uno de clima atlántico (en la cuenca de la Garona);
- Y uno de clima mediterráneo (en el resto del territorio), que se subdivide en una área de montaña alta y una de montaña baja.

El clima de Cataluña es en general mediterráneo aunque, durante el invierno, hay una diferencia notable de temperaturas entre el litoral costero (clima propiamente mediterráneo), con temperaturas medias alrededor de los 10 °C (grados Celsius), y el interior (por debajo de los 1000 m s. n. m. —metros sobre el nivel del mar—) con temperaturas medianas invernales entre 3 y 7 °C. Las temperaturas de verano son más homogéneas alrededor de los 25 °C en la costa y entre 21 y 25 °C en el interior. El clima de montaña se caracteriza por una disminución de la temperatura y un incremento de las precipitaciones, todo esto de acuerdo con el aumento de la altitud. A partir de los 1500 m s. n. m. se considera que empieza el clima de alta montaña. La temperatura mediana anual oscila entre los 17 °C del Delta del Ebro hasta los 0 °C, o inferior, a partir de los 3000 m s. n. m. de altitud. Las temperaturas extremas han sido de 43 °C en Lérida e Igualada en julio de 1982, Montblanch en 4 de julio de 1994, Gerona en 28 de junio de 2019, hasta −32 °C del lago Gento (en la cota de 2030 m s. n. m.) en febrero de 1956. Las precipitaciones medianas anuales oscilan entre los 350 litros del Segriá y los 1200 de la alta Garrocha.
La humedad relativa mediana anual se encuentra en general en todo el territorio entre el 70 y el 75 %. En el litoral esta cifra es bastante homogénea a lo largo de todos los meses del año, en el interior se presenta un mínimo en verano y un máximo en invierno, especialmente acusado este en los lugares donde acostumbra a haber niebla.
El viento dominante en Cataluña, como en general en el resto de Europa, es el de poniente (del oeste). Aun así tanto en el norte como en el sur de Cataluña dominan vientos de componente norte: la tramontana (norte) especialmente en el Alto Ampurdán y el mistral (norte-oeste) en el sur de Cataluña. Se tiene que tener en cuenta vientos más irregulares o estacionales como son el viento de marinada y las brisas de montaña o el fogony. Las velocidades medianas anuales del viento (medidas a 10 m del suelo) se encuentran entre 1 m/s (metro por segundo) en Viella (protegida por las montañas que la rodean) y 10 m/s de Portbou (observatorio encima de una montaña).
La insolación está estrechamente ligada a la nubosidad, sea de nubes altas o de nubes bajas (niebla) y no tan directamente ligada a la pluviometría. Cataluña se sitúa entre las 2600 horas anuales y las 2000 horas.

## Factores geográficos y termodinámicos

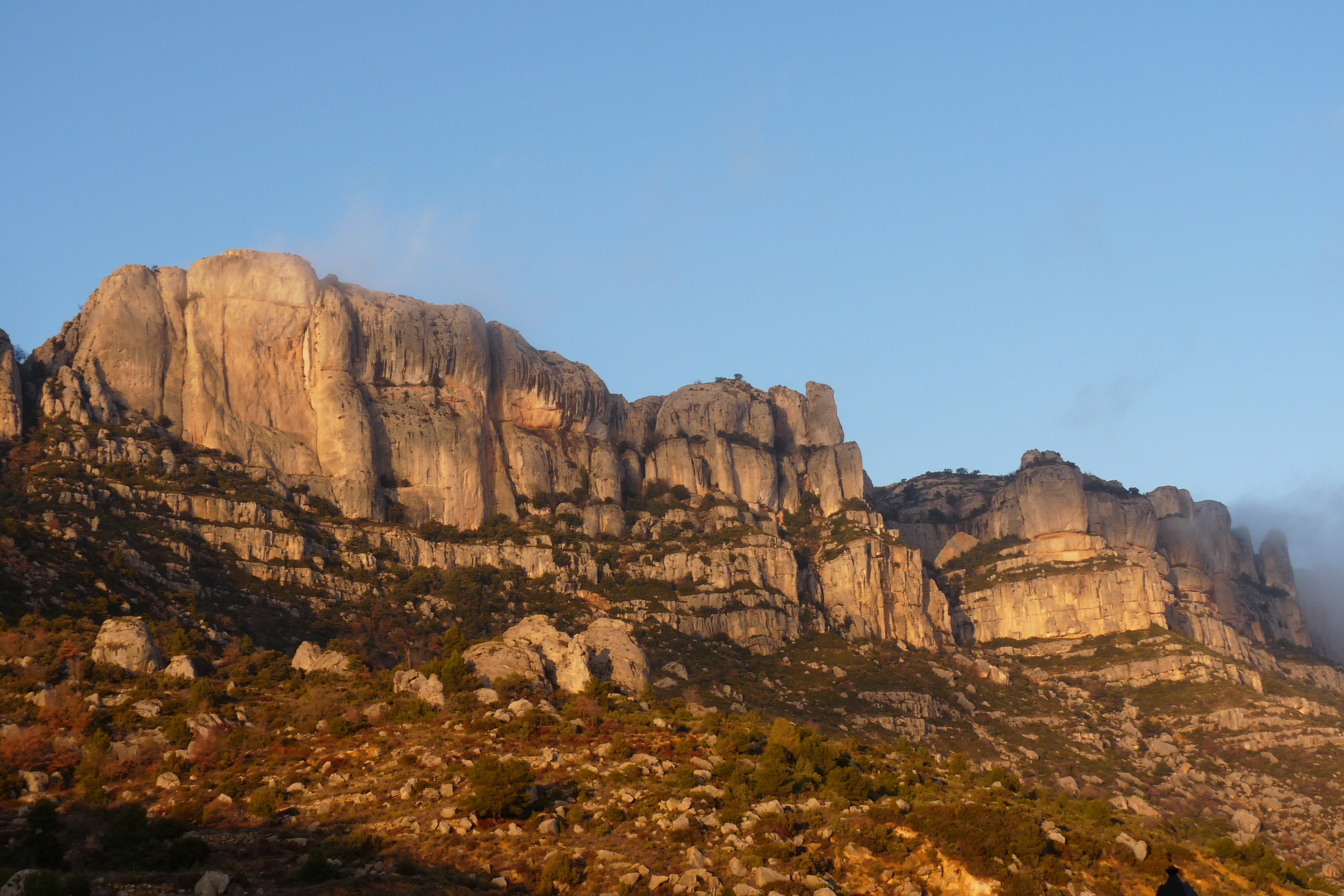
Sierra de Montsant, una muestra del relieve accidentado en Cataluña.

El punto más al norte del territorio catalán es a 42° 52′, en Òpol y Perellós, en la Cataluña norteña (prácticamente coincide con el extremo norte del Valle de Arán que está a 42° 50′) y el punto más al sur es a 40° 32′ en Alcanar. Esta diferencia de latitud (2° 20′) es poco relevante desde el punto de vista climático puesto que, por ejemplo, la diferencia, expresada en tiempo, desde la salida a la puesta del sol en los solsticios entre los dos puntos extremos de Cataluña es de un cuarto temprano aproximadamente. Respecto a la longitud, toda Cataluña está situada al este del meridiano de Greenwich. El punto más a poniente es en el Montsiá a 0° 15′ E y el más oriental (y punto también más oriental de la península ibérica) a 3° 19′ en el Cabo de Creus. Esta diferencia de longitud no tiene relevancia en la práctica en el clima. 
El relieve tiene mucha importancia en la caracterización del clima de Cataluña. Gran parte de la superficie de Cataluña está ocupada por montañas y cerros, pero también tiene algunas llanuras de tierras bajas de extensión considerable. En la Comunidad Autónoma de Cataluña, que ocupa 32 113 km² (kilómetros cuadrados), el territorio situado a menos de 200 m s. n. m. (metros sobre el nivel del mar) ocupa 6455 km² (el 20 % del total) y el territorio por encima de los 1000 m s. n. m. 5329 km² (el 16,6 % del total) La disposición aproximadamente Este-Oeste de los Pirineos hace de barrera (no siempre efectiva) para las entradas de aire frío norteño y también hace que la precipitación disminuya en la vertiente sur, que es la que ocupa más extensión, puesto que sólo el Valle de Arán y el alto Pallars Sobirá están o reciben la influencia climática de la vertiente norte. De gran importancia son las cordilleras litorales y prelitorales que al disponerse aproximadamente paralelas a la costa limitan la extensión del clima estrictamente mediterráneo a una estrecha franja que, tan sólo al sur del Llobregat, se amplía un poco.
Entre los factores termodinámicos destaca la corriendo en jet que afecta Cataluña en los equinoccios y en invierno (cuando esta corriente circula entre los paralelos 30° y 50° N) mientras en verano lo hace alrededor de la latitud 50°, lo que permite al anticiclón de las Azores ocupar entonces situaciones más septentrionales y afectar el territorio de Cataluña. El anticiclón de las Azores hace de obstáculo para las borrascas atlánticas (que circulan en dirección oeste-nordeste) y da lugar a un tiempo bastante seco excepto en la alta montaña, zona de ciclogénesis en verano.
Además del anticiclón de las Azores, actúan sobre Cataluña anticiclones y borrascas diversas: entre los anticiclones tenemos el polar, que hace difícil que lleguen las perturbaciones atlánticas, y el anticiclón térmico europeo que se forma en invierno y origina tiempo estable y frío. Por la banda de las borrascas la de Islandia genera inestabilidad, la borrasca continental europea al hace subir el punto de saturación, cosa que hace difícil la condensación y la lluvia quedando esta en la práctica a cargo de las tormentas convectivas, finalmente se puede citar la borrasca del golfo de Génova que origina vientos húmedos sobre el mediterráneo y a veces en otoño está asociado a la formación de una gota fría con trombas de agua muy fuertes.
Las masas de aire que afectan Cataluña son el resultado de los centros de acción: Entre las masas de aire relativamente frías encontramos los vientos árticos marítimos que producen olas de frío y nevadas. Los vientos árticos continentales: todavía más fríos y especialmente secos con origen en el norte de Europa y Siberia, los vientos polares marítimos que son fríos pero húmedos que pueden dar lugar a grandes nevadas y los vientos polares continentales formatos por el anticiclón térmico europeo fríos y también secos.
Las masas de aire cálido que nos visitan son vientos tropicales marítimos húmedos y cálidos originados por el anticiclón de las Azores, vientos tropicales continentales muy secos y cálidos, de origen norteafricano y vientos mediterráneos más húmedos que en su origen (que se encuentra fuera de la zona mediterránea) dan lugar a grandes precipitaciones, especialmente en la costa y montañas litorales y prelitorales. 

Símbolos de los frentes en un mapa del tiempo:
1. Frente frío
2. Frente cálido
3. Frente ocluido
4. Frente estacionario.

Cuando se encuentran masas de aire de diferente dirección y temperatura se forman los frentes meteorológicos, los más importantes son:
- Frente polar originado por el encuentro de masas de aire polar marítimas y tropicales marítimas.
- Frente mediterráneo: formado por la Polar marítima y Mediterránea.
- Frente mediterráneo sahariano: formado por masas de aire mediterráneas y tropicales continentales.
- Frente ártico: formado por el encuentro de vientos árticos marítimos y tropicales marítimos.
- Frente atlántico mediterráneo: del encuentro de vientos tropicales marítimos y mediterráneos.

## Tipos climáticos
A grandes rasgos, el clima de Cataluña se puede dividir en cinco grupos: clima mediterráneo de costa, clima mediterráneo de interior, clima mediterráneo de montaña, zona de transición entre clima mediterráneo y clima atlántico, y clima atlántico de montaña. 
De acuerdo con las condiciones climáticas que afectan la vida se establecen en Cataluña varios tipos de bioclimas.

## Clima mediterráneo de costa

Mediterráneo Litoral
Mediterráneo Prelitoral
Mediterráneo Continental
Mediterráneo Prepirenaico
Mediterráneo Pirenaico
Mediterráneo Oceánico

Alcanza la zona litoral y parte de la prelitoral de Cataluña, la cadena montañosa litoral y prelitoral impide que en gran parte del territorio este tipo de clima avance hacia el interior. La principal característica del clima mediterráneo de costa es la suavidad del invierno puesto que por un lado muy pocas veces hiela, pasan varios años sin que el termómetro baje de los cero grados, y del otro las temperaturas medias de los meses más fríos del año (diciembre, enero y febrero) se encuentran entre los 9 (en el norte de la costa) y 12 °C (en el Delta del Ebro). En verano las temperaturas medias se sitúan entre los 24 y 25 °C con fuerte humedad ambiental (bochorno) pero con brisa marina que hace que la media de las temperaturas máximas no llegue a los 30 °C. Las precipitaciones medias anuales en la zona litoral están entre los 700 (Bajo Ampurdán) y los 480 (Tarragona). El máximo de lluvias es en otoño con peligro de trombas de agua fuertes. La irregularidad de las lluvias es la típica del clima mediterráneo.

## Clima mediterráneo de interior
Cubre toda la zona de la depresión central catalana, El Priorato, la Plana de Vich, y el interior de las Tierras del Ebro que no tocan a los Puertos de Tortosa-Beseit, sobre todo la Ribera de Ebro. La Cuenca de Barberá y el Alto Campo también entrarían en esta zona. La variación de las temperaturas a lo largo del año es mayor que en la costa, en invierno las mínimas están en la Plana de Vich causadas por una inversión térmica acusada que más moderadamente afecta todo este territorio. El verano es caluroso con máximas más altas que en la costa pero las mínimas son 7 u 8 grados más bajas y con humedad relativa y por lo tanto bochorno más bajo. En las zonas que están más en el interior (del Segriá a la Segarra) llueve menos que en la costa, en cambio en la Plana de Vich llueve más y en el Bages de forma similar. No llega con mucha intensidad la lluvia en otoño en las tierras de poniente.

## Zona de transición entre clima mediterráneo y clima atlántico
Corresponde aproximadamente a la parte de la comarca de la Alta Ribagorza que no pertenece al Parque nacional de Aiguas Tortas y Lago de San Mauricio, la zona del Pallars Sobirá que tampoco pertenece a dicho parque y la zona que circunda a Puebla de Segur, en el Pallars Jussá; es decir, desde Talarn hasta Senterada. Al ser una zona de transición, tiene características de los dos climas: llueve más que el mediterráneo normal, pero también hay periodos secos y otros más húmedos. 

## Clima atlántico de montaña
Alcanza sólo una pequeña parte de Cataluña, las situadas en la vertiente norte de los Pirineos y algunas zonas muy cercanas penetran los frentes atlánticos más húmedos. Concretamente es en el Valle de Arán, la zona del Parque nacional de Aiguas Tortas y Lago de San Mauricio (en el Pallars Sobirá, el este de la Alta Ribagorza y el norte del Pallars Jussá), y Vall Fosca en el norte del Pallars Jussá. Allí las lluvias son regulares durante todo el año y las temperaturas medias del verano están por debajo de los 20 °C. No hay periodos de sequía y en todas las estaciones llueve de manera bastante uniforme.

## Los fenómenos extremos

### Inundaciones
En Cataluña las precipitaciones torrenciales son el riesgo meteorológico de mayor impacto socioeconómico y humano, pero la frecuencia es menor que en la Comunidad Valenciana y en la Región de Murcia. Las inundaciones del Vallés de septiembre de 1962 fueron la mayor catástrofe meteorológica del siglo XX en España. Otras inundaciones notables del siglo XX en Cataluña, todas ellas con víctimas mortales, fueron las de octubre de 1970, septiembre de 1971, octubre de 1977, febrero de 1982, noviembre de 1982, noviembre de 1983, octubre de 1987, noviembre de 1988 y octubre de 1994. A pesar de que, por la gran variabilidad geográfica y climática de Cataluña, resulta difícil generalizar sí que se puede decir que las zonas donde las trombas de agua acostumbran a ser más fuertes son las del litoral, prelitoral y el Pirineo. En las dos primeras localizaciones el fenómeno de la lluvia torrencial se explica por la proximidad a la gran extensión de agua mediterránea que en otoño, además, es una fuente de energía puesto que las aguas del Mediterráneo presentan en esta estación unas temperaturas relativamente elevadas. En el Pirineo acostumbra a haber máximos anuales de precipitación en verano, el relieve y la continentalidad explican aquí las altas precipitaciones puntuales. En general en Cataluña en otoño es la época preferente de las inundaciones y cuando se producen cerca del 70 % de las precipitaciones torrenciales del año y al contrario es a la primavera cuando hay menos. Por otro lado la previsión meteorológica de estos fenómenos resulta difícil puesto que el área mediterránea es en cierta medida una transición entre la zona templada y la tropical, cosa que añade complejidad a los mecanismos atmosféricos. La gran masa de agua mediterránea, en el caso de Cataluña, queda en el Este, esto hace que las perturbaciones atlánticas primero quedan modificadas por el paso por la península ibérica y cuando llegan a la zona litoral puedan pasar dos cosas contrarias: o bien sufren una atenuación definitiva o al contrario se reactivan. También influye en la dificultad de previsión la orografía complicada de Cataluña y el comportamiento irregular de las depresiones situadas dentro del mar Mediterráneo.

### Sequías

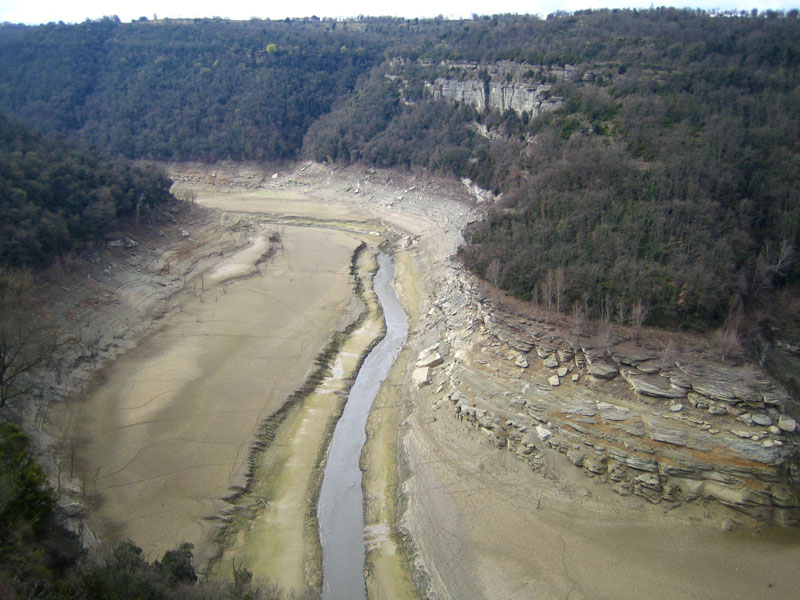
Embalse de Sau, en Osona, en marzo de 2008.

La sequía se puede definir como un episodio de reducción significativa de las precipitaciones. Se trata de un fenómeno natural pero que no presenta un intervalo fijo de aparición. Es el riesgo natural más difícil de analizar por la diversidad de causas y consecuencias territoriales y económicas que están asociadas.
En Cataluña los episodios de sequía y su frecuencia tiene unas causa geográfica determinante: la península ibérica se encuentra en posición meridional de la zona de circulación general del oeste de latitudes medias. En las latitudes en que se encuentra la península hay la influencia de las circulaciones atmosféricas originadas en los subtrópicos, que en determinados años impiden la acción de las borrascas atlánticas (que traen gran cantidad de la lluvia anual). Con las condiciones descritas se mantienen condiciones anticiclónicas, de estabilidad, con un descenso significativo de las lluvias. En el caso de gran parte de Cataluña, especialmente el litoral y el prelitoral, hay que tener en cuenta la gran importancia de la lluvia de otoño sobre el total pluviométrico anual, por eso y por su posición en el norte peninsular, la sequía en Cataluña puede coincidir en el tiempo, o no, con la del resto de la península ibérica. Incluso dentro de Cataluña la sequía puede afectar una parte y no otra puesto que están representados tres influencias pluviométricas: atlántica, interior y la mediterránea. 
El porcentaje máximo de reducción de precipitaciones por la sequía en Cataluña es variable: menor del 30 % en la zona norte más próxima al Pirineo, del 30 al 40 % entre el Pirineo y el norte del Llobregat y del 40 al 50 % en el sur del Llobregat.
En relación con el anterior, a los observatorios Fabra (Barcelona) y Roquetes (Tortosa) que tienen unas medias pluviométricas similares, las mínimas precipitaciones del siglo XX fueron, respectivamente de 398,6 (1904) y 250,9 (1978).

### Olas de frío
Se puede definir la ola de frío como un periodo más o menos largo de temperaturas por debajo de la media climatológica, en un sentido más amplio puede designar una bajada extrema puntual de la temperatura. 
Las heladas habituales que afectan la agricultura no se pueden clasificar como ola de frío a pesar de que cuando se producen fuera de los periodos normales provocan estragos económicos especialmente las de la primavera avanzada.
En Cataluña se ha grabado la temperatura más baja de la península ibérica, concretamente −32 °C en el lago Gento (a 2120 m s. n. m. —metros sobre el nivel del mar—) el 2 de febrero de 1956. Pero se calcula que en las cumbres de las montañas más altas de los Pirineo (en Aragón) la temperatura llegaría a −40 °C pero en no haber estaciones meteorológicas no hay constancia documental.
La inversión térmica en lugares como la Plana de Vich o la Baja Cerdaña hace que temperaturas por debajo de los −20 °C sean más frecuentes en las llanuras y valles que en las altas montañas que las rodean. En otras comarcas constituidas por valles o llanuras rodeadas de mesetas o montañas (Valles de los Pirineos, Bages, Cuenca de Barberá, etc.) las temperaturas mínimas absolutas de los lugares más bajos acostumbran a ser inferiores o iguales a las de los lugares elevados. En el caso de Osona explican que en la comarca se encuentre el robledal, de hoja caduca y más resistente al frío, a menor altitud que los encinares de follaje persistente. Se estima que, a nivel mundial, la temperatura que marca la prevalencia entre vegetación caducifolia y persistente (robles y encinas son del mismo género) es de −15 °C cosa que concuerda con la situación descrita. 
Las olas de frío no son un fenómeno exclusivo de Cataluña sino que las que se producen afectan en una amplia zona de Europa. Por el hecho de estar Cataluña en el nordeste de la península ibérica la intensidad del frío acostumbra a ser superior que en el resto de la costa mediterránea peninsular. Una ola de frío de la última década del siglo XIX acabó con el cultivo comercial de los cítricos que se hacía en el Maresme, y una vez muertos los árboles (con temperaturas inferiores a −7 °C) ya no se volvió a retomar.
Las olas de frío son un fenómeno motivado por una situación de bloqueo meteorológico que se ha ido repitiendo sin un ciclo previsible. La ola de frío de 1956 fue la de más graves consecuencias tanto por su intensidad, por haberse producido con una vegetación relativamente avanzada, como por su duración.

### Olas de calor

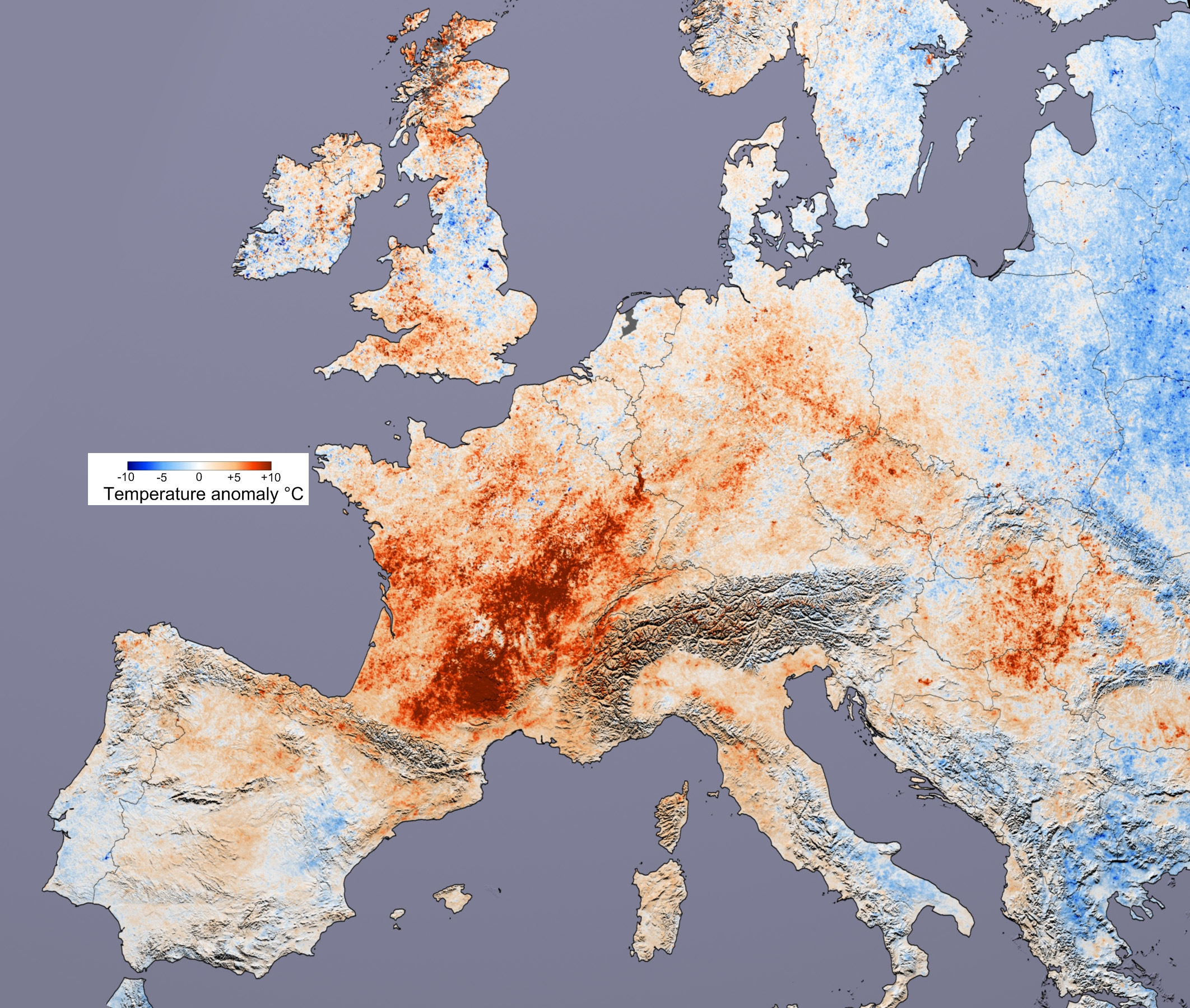
Diferencia de temperaturas respecto al normal durante la ola de calor europeo de 2003, la cual afectó también en Cataluña.

Una ola de calor es un término popular, no muy definitorio, para referirse a un periodo de tiempo con temperaturas inusualmente altas.
Las situaciones meteorológicas que dan lugar a tongadas de altas temperaturas afectan a territorios más extensos que Cataluña y alcanzan de centenares a miles de kilómetros.
Se considera que las temperaturas por encima de los 37 °C (aproximadamente temperatura del cuerpo humano) se produce una reacción fisiológica de defensa con riesgo para la salud. Así Alfred Rodríguez Picó recoge en los últimos 50 años las olas de calor de los años 1958, 1967, 1994, 1995 y 2003, todas ellas afectaron también, como mínimo, la mitad de la península ibérica.
Dentro de la península ibérica Cataluña se encuentra entre los territorios relativamente poco afectados por este tipo de fenómenos, aun así el interior de Cataluña se llega puntualmente a superar el umbral de los 40 °C, pero nunca se han grabado valores por encima de 45 °C como ocurre con cierta frecuencia en Andalucía. En las olas de calor mencionadas por Rodríguez Picó se registran temperaturas máximas en algunas localidades de Andalucía de entre 45 y 50 °C en cambio la máxima en Cataluña fue de 43 °C 
El verano de 2003 la ola de calor afectó gran parte de Europa y fue provocada por un anticiclón bloqueado durante muchos días en el Canal de la Mancha. Produjo miles de víctimas, especialmente entre los ancianos. En Cataluña fue un periodo de unos tres meses que se caracterizó por las temperaturas medias continuamente dos o tres grados Celsius más altas que las habituales. Las máximas absolutas igualaron o superaron ligeramente las temperaturas récords con registros fiables. Así en Barcelona la máxima absoluta era de 36 °C (que se ha repetido en varios años). En la ola de calor de 2003 en Barcelona se llegó a 37,3 °C Gerona lograba una máxima absoluta de 41,2 °C. Como muestra de una mayor afectación en el centro y norte de Europa, el aeropuerto de Heathrow de Londres, con 37,9 °C superó en temperatura a Barcelona y la localidad suiza de Grono con 41,5 °C hizo lo mismo con Gerona.

### Vendavales

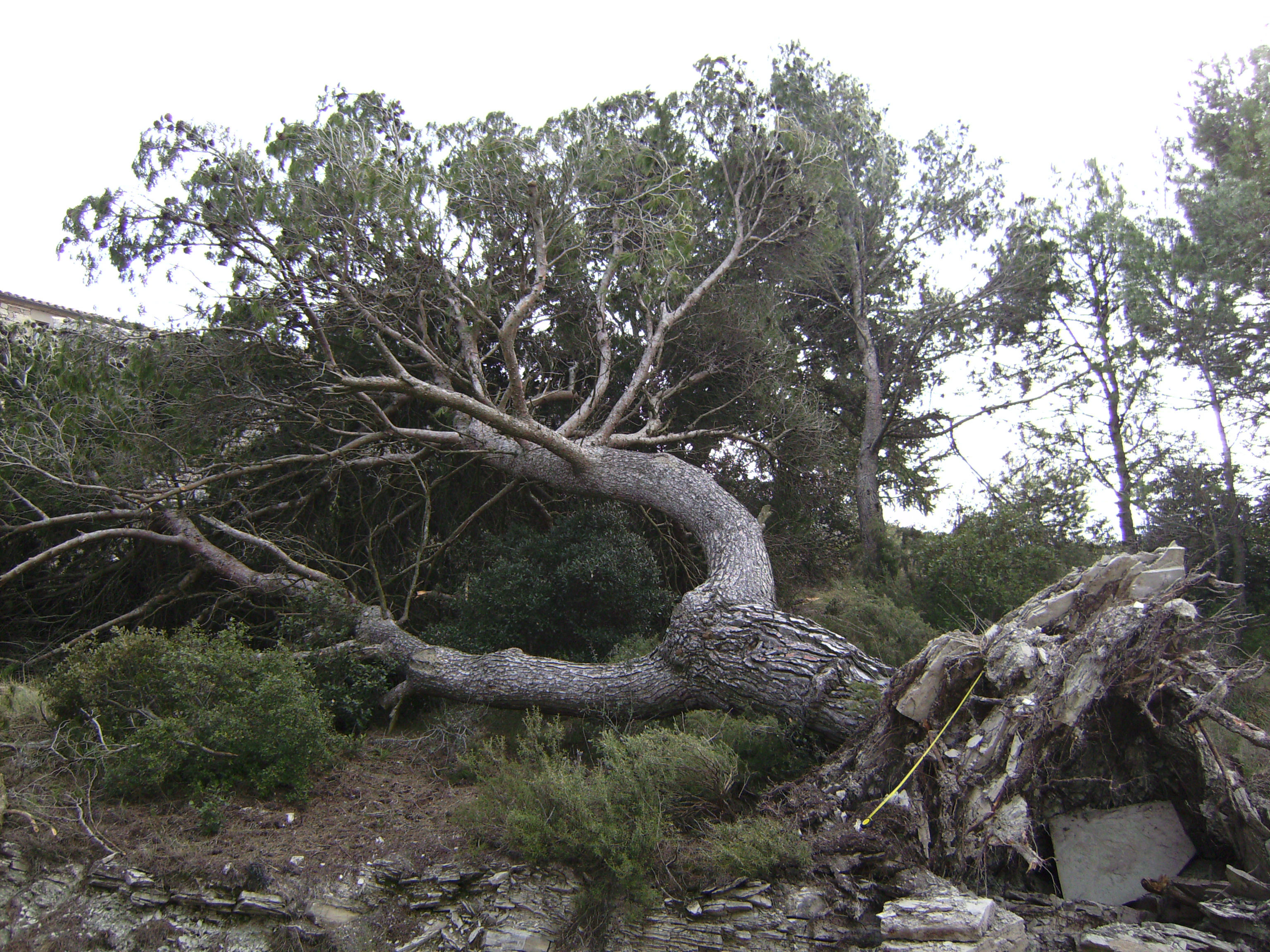
Sierra de Castelltallat, pino blanco tumbado por el vendaval de 24 de enero de 2009, la línea amarilla junto a las raíces mide un metro.

Habitualmente es en los dos extremos norte y sur de la costa catalana donde los vientos (Tramontana y Mistral) soplan con más fuerza. Allí se supera los 100 km/H de velocidad del viento la mayoría de los años.
Las ráfagas máximas se acostumbran a producir entre los meses de octubre a marzo. 
No son muy frecuentes fenómenos ventosos asociados con tornados. Por ejemplo recientemente, el 2 de noviembre de 2008, uno de estos tornados afectó el Alto Campo, la Cuenca de Barberá y en menor grado las comarcas cercanas. Los remolinos provocaron numerosos desperfectos en los bosques de la zona y concretamente en la Encina de Mas Borbó de Aleixar (Bajo Campo).
En el resto del territorio estos niveles de intensidad son superados ocasionalmente, por ejemplo los últimos vendavales fuertes en Barcelona corresponden a los años 1989 y 2009.
El 24 de enero de 2009, el llamado, a nivel europeo, «vendaval Klaus» ocasionó, en sólo 12 horas, en toda Cataluña, grandes desperfectos urbanos y daños en árboles, especialmente en los más gruesos y los catalogados como monumentales. Por ejemplo el almez de Rajadell perdió la mitad de la copa y el álamo de la Descarga de Amposta fue arrancado.

## Evolución reciente del clima de Cataluña
Para el periodo de 1869 a 1998 se ha hecho un estudio sobre 23 estaciones de Cataluña, la mayoría localizadas en zonas no urbanas. Se han apreciado las fases siguientes:
- 1.ª fase, aumento de la temperatura media anual con un incremento de 0,01 °C por año (de 1869 a 1949).
- 2.ª fase, paréntesis de frío con disminución de la temperatura media anual de −0,03 °C por año (de 1950 a 1975).
- 3.ª fase, marcado aumento de la temperatura media con un aumento de 0,07 °C por año (de 1976 a 1998).

En todo el periodo de 1869 a 1998 el aumento de la temperatura media anual fue de 0,89 °C siendo en invierno cuando más aumentó (1,78 °C) y en verano cuando menos lo hizo (0,59 °C).